# Philipp Scheidemann
Philipp Heinrich Scheidemann (26 de juliol de 1865 - 29 de novembre de 1939) polític socialdemòcrata alemany, responsable de la proclamació de la República el 9 de novembre de 1918, i primer Canceller (amb el títol de Reichsministerpräsident) de la república de Weimar.
Scheidemann va començar la seva carrera com a periodista, va ser elegit diputat pel Reichstag el 1903, esdevé un dels principals líders del Partit Socialdemòcrata. Durant la Primera Guerra Mundial Scheidemann, juntament amb Friedrich Ebert es va tornar líder de la fracció majoritària del partit, que va donar suport a la continuació de l'esforç militar, limitant-se la seva oposició a la guerra a exigir la ràpida negociació d'un compromís de pau. Quan els socialdemòcrates van ser inclosos al govern, durant la regència del príncep Maximilià de Baden el 1918, Scheidemann va ser indicat com a ministre sense cartera.